# George Brandis
George Brandis (ur. 22 czerwca 1957 w Sydney) – australijski prawnik i polityk, członek Liberalnej Partii Australii (LPA). Od 2000 senator ze stanu Queensland, od 2013 prokurator generalny Australii, minister sztuki i jednocześnie wiceprzewodniczący Federalnej Rady Wykonawczej.

## Życiorys

### Wykształcenie i kariera zawodowa
Uzyskał licencjat w zakresie sztuk wyzwolonych i prawa na University of Queensland, a zaraz po studiach pracował jako asystent sędziego Sądu Najwyższego Queensland. Następnie uzyskał stypendium umożliwiające wyjazd na Uniwersytet Oksfordzki, gdzie studiował prawo cywilne. W 1985 uzyskał prawo wykonywania zawodu adwokata w stanie Queensland.

### Kariera polityczna

#### Senator
Po raz pierwszy trafił do Senatu federalnego w 2000, po rezygnacji senatora Warwicka Parera. Zgodnie z konstytucją Australii, mandaty senatorskie opróżnione w trakcie kadencji są obsadzane decyzją parlamentu właściwego stanu. Działając w tym trybie, Parlament Queensland powierzył dokończenie kadencji Parera Brandisowi. W 2004 Brandis został wybrany na pełną, sześcioletnią kadencję, zaś w 2010 uzyskał reelekcję.

#### Minister
Brandis po raz pierwszy trafił do szerokiego składu rządu w 2007, kiedy to został ministrem sztuki i sportu, nie zasiadając jednak w składzie gabinetu. Gdy w 2013 LPA powróciła do władzy po sześciu latach w opozycji, premier Tony Abbott zaprosił Brandisa do swojego gabinetu i powierzył mu stanowiska prokuratora generalnego, ministra sztuki i wiceprzewodniczącego Federalnej Rady Wykonawczej.